# Município de Monroe (condado de Henry, Ohio)
O município de Monroe (em inglês: Monroe Township) é um município localizado no condado de Henry no estado estadounidense de Ohio. No ano de 2010 tinha uma população de 1.142 habitantes e uma densidade populacional de 12,1 pessoas por km².

## Geografia
O município de Monroe encontra-se localizado nas coordenadas 41° 17′ 52″ N, 84° 03′ 24″ O. Segundo a Departamento do Censo dos Estados Unidos, o município tem uma superfície total de 94.41 km², da qual 94,41 km² correspondem a terra firme e (0 %) 0 km² é água.

## Demografia
Segundo o censo de 2010, tinha 1.142 habitantes residindo no município de Monroe. A densidade populacional era de 12,1 hab./km². Dos 1.142 habitantes, o município de Monroe estava composto pelo 96,76 % brancos, o 0,18 % eram afroamericanos, o 0,26 % eram asiáticos, o 1,66 % eram de outras raças e o 1,14 % eram de uma mistura de raças. Do total da população o 4,99 % eram hispanos ou latinos de qualquer raça.